# Barse
Ne doit pas être confondu avec le hameau belge de Barse
La Barse est une petite rivière de France, affluent de la rive droite de la Seine, qui prend sa source à Vendeuvre-sur-Barse, dans le sud-est du département de l'Aube.

## Géographie
La source de la Barse présente la particularité de se situer sous le château médiéval du bourg de Vendeuvre-sur-Barse, en 48° 14′ 13″ N, 4° 28′ 20″ E.
Il y a cependant un bassin versant d'environ 75 km2 en amont de la source.
La Barse se jette dans la Seine à Troyes en 48° 17′ 38″ N, 4° 06′ 50″ E, mais ce point correspond au confluent naturel alors que le cours a été dévié par le canal de la Morge (restitution de la déviation de la Seine par le lac d'Orient) quelque 13,5 kilomètres en amont.

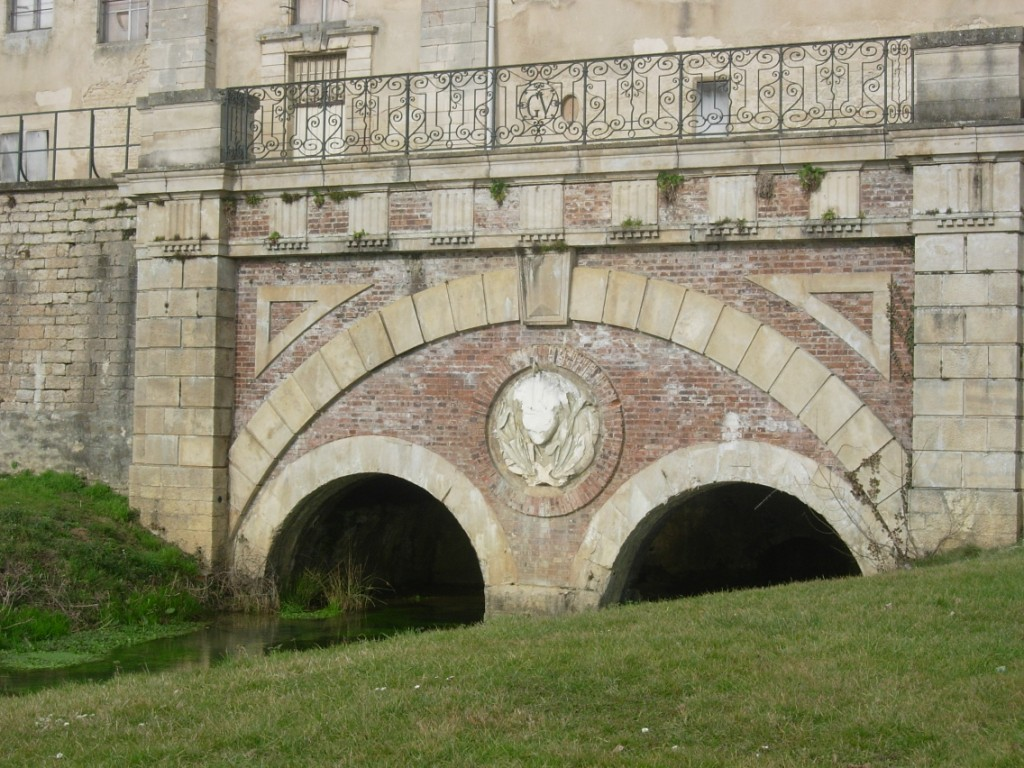
Source de la Barse sous le château de Vendeuvre-sur-Barse,
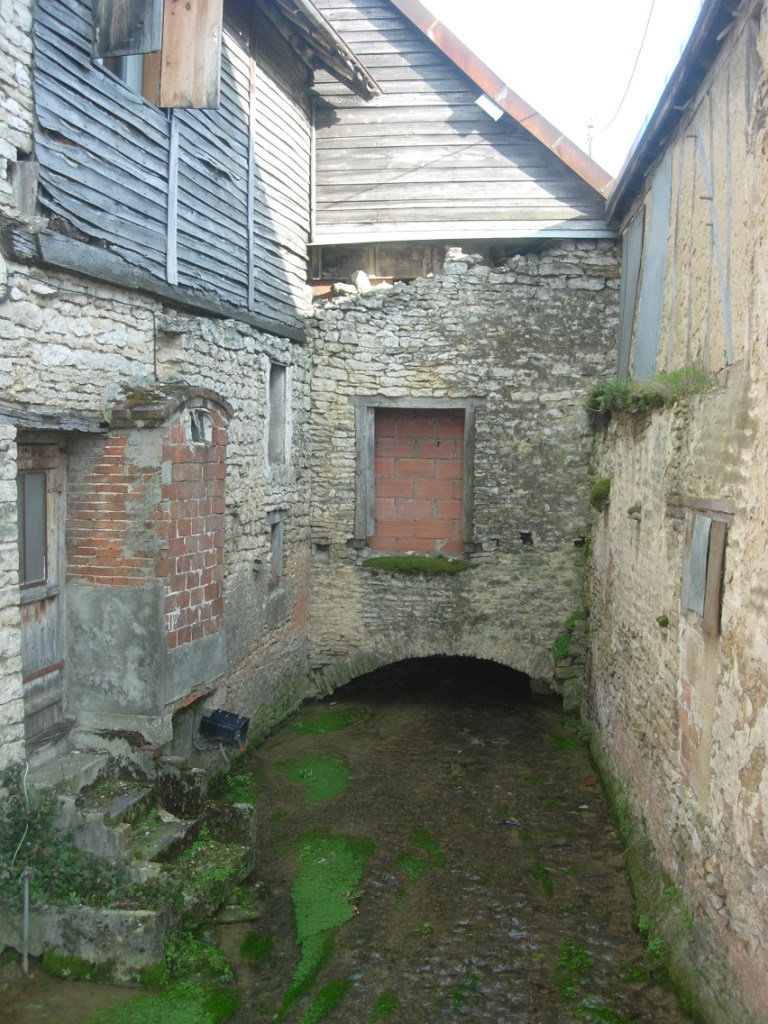
La Barse et un
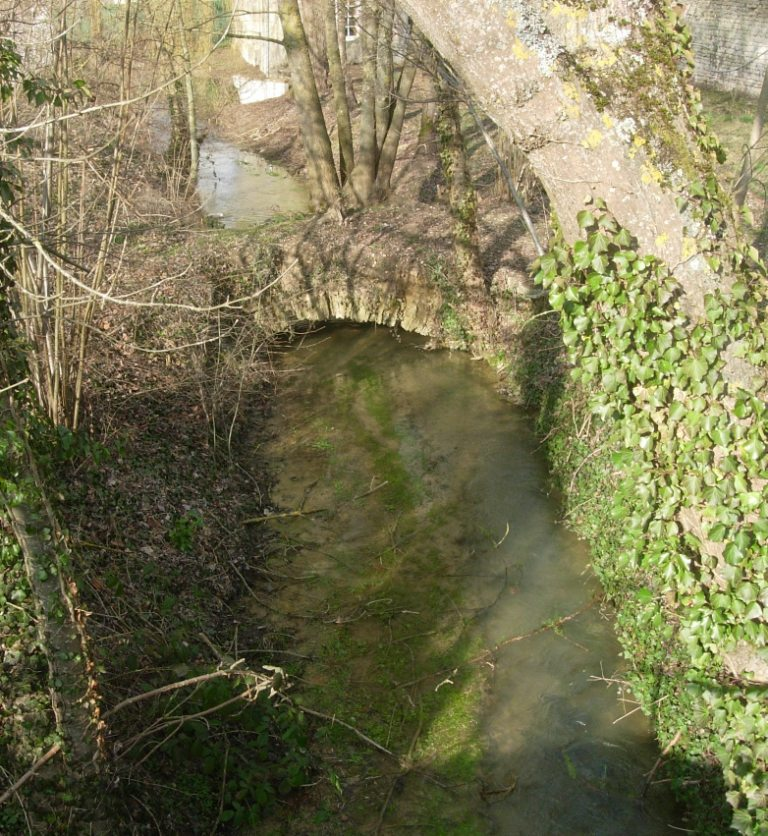
bras de la Barse à Vendeuvre-sur-Barse.

Son cours de 50,1 kilomètres de long, traverse dans l'ordre alphabétique les communes de Briel-sur-Barse, Champ-sur-Barse, Courteranges, Lusigny-sur-Barse, Montaulin, Montieramey, Montreuil-sur-Barse, Pont-Sainte-Marie, Puits-et-Nuisement, Rouilly-Saint-Loup, Ruvigny, Saint-Parres-aux-Tertres, Troyes, Vendeuvre-sur-Barse et La Villeneuve-au-Chêne.
Soit encore la traversée, dans le département de l'Aube, des cantons de Bar-sur-Seine, Troyes-1, Troyes-2 et Vendeuvre-sur-Barse.

## Hydrographie
La Barse s'écoule dans l'hydroécorégion nommée tables calcaires (no 9, au sens de la directive cadre européenne sur l'eau). Elle est considérée (par les pouvoirs publics) comme une masse d'eau fortement modifiée à partir de la confluence du canal de la Morge (jusqu'à la Seine). Avant cette confluence, la Barse et son affluent principal la Civanne constituent deux masses d'eau cours d'eau sous statut de masse d'eau naturelle (d'autres petits cours d'eau affluents sont classés en masse d'eau petits cours d'eau et possède le statut "naturel").
Sur la Barse, trois stations de qualité des eaux de surface existent : à Vendeuvre-sur-Barse, Champ-sur-Barse et à Montreuil-sur-Barse.

### Affluents
La Barse a 16 affluents - dont deux principaux la Boderonne et la Civanne - :
- Le ru de Creusille[2] de 2,1 km dans la commune de Puits-et-Nuisement, dans le canton d'Essoyes.

- le ru des sablons[3] de 2 km dans les deux communes de Puits-et-Nuisement et Vendeuvre-sur-Barse, dans les deux cantons d'Essoyes et Vendeuvre-sur-Barse.

- le ru du crot des deux fosses[4] de 2,4 km dans la commune de Vendeuvre-sur-Barse, dans le canton de Vendeuvre-sur-Barse.

- le ru de beurey[5] de 5,2 km prend sa source dans la commune de Beurey, traverse Thieffrain et rejoint la Barse à Vendeuvre-sur-Barse. Il a un cours orienté plein Nord et prend sa source dans le canton d'Essoyes pour rejoindre le canton de Vendeuvre-sur-Barse.

- la fausse rivière[6] de 1,8 km dans les trois communes de Briel-sur-Barse, Champ-sur-Barse et La Villeneuve-au-Chêne, dans les deux cantons de Bar-sur-Seine et Vendeuvre-sur-Barse.

- le bras de la barse[7] de 2,4 km dans la commune de Briel-sur-Barse, dans le canton de Bar-sur-Seine.

- la rivière la Boderonne[8] de 19,7 km dans les huit communes - dans l'ordre alphabétique - de Beurey, Chauffour-lès-Bailly, Magnant, Marolles-lès-Bailly, Montreuil-sur-Barse, Poligny, Thieffrain et Villy-en-Trodes. Soit encore dans les trois cantons d'Essoyes, Bar-sur-Seine et Lusigny-sur-Barse.

- la fausse barse[9] de 3,8 km dans la commune de Lusigny-sur-Barse, dans le canton de Lusigny-sur-Barse.

- le ru des Échelles[10] de 8,1 km prend sa source à Dosches, traverse les communes de Laubressel et Lusigny-sur-Barse pour rejoindre la Barse à Courteranges. Il prend sa source dans le canton de Piney et traverse et rejoint la Barse dans le canton de Lusigny-sur-Barse.

- la rivière la Civanne[11] de 13,5 km dans les huit communes - dans l'ordre alphabétique - de Chappes, Chauffour-lès-Bailly, Courteranges, Fresnoy-le-Château, Lusigny-sur-Barse, Montaulin, Montreuil-sur-Barse et Villemoyenne, c'est-à-dire dans les deux cantons de Bar-sur-Seine et Lusigny-sur-Barse.

- le rigoulot[12] de 5,7 km dans les quatre communes - dans l'ordre alphabétique - de Montaulin, Rouilly-Saint-Loup, Saint-Parres-aux-Tertres et Verrières, c'est-à-dire dans les deux cantons de Lusigny-sur-Barse et Troyes-1.

- la vieille Seine[13] de 3,4 km prend sa source dans la commune de Saint-Julien-les-Villas (dans la canton de Troyes-7) et rejoint la Barse à Saint-Parres-aux-Tertres dans le canton de Troyes-1.

- un deuxième bras de la Barse[14] de 2,1 km dans la commune de Vendeuvre-sur-Barse, dans le canton de Vendeuvre-sur-Barse.

- la fausse rivière[6] de 1,8 km dans les trois communes - dans l'ordre alphabétique - de Briel-sur-Barse, Champ-sur-Barse et La Villeneuve-au-Chêne, c'est-à-dire dans les deux cantons de Bar-sur-Seine et Vendeuvre-sur-Barse.

- un troisième bras de la Barse[7] de 2,4 km dans la commune de Briel-sur-Barse, dans le canton de Bar-sur-Seine.

- la noue des tirverts[15] de 1,3 km dans les deux communes de Pont-Sainte-Marie et de Troyes, dans le canton de Troyes-2.